# Glappserradella
Glappserradella (Ornithopus pinnatus) är en ärtväxtart som först beskrevs av Philip Miller, och fick sitt nu gällande namn av George Claridge Druce. Enligt Catalogue of Life ingår Glappserradella i släktet serradellor och familjen ärtväxter, men enligt Dyntaxa är tillhörigheten istället släktet serradellor och familjen ärtväxter. Arten förekommer tillfälligt i Sverige, men reproducerar sig inte. Inga underarter finns listade i Catalogue of Life.
Kronbladen är orange-gula.